# بلبالا
بلبالا (بالصومالية: Balbala)‏ ضاحية جنوبية لمدينة جيبوتي، تقع غرب نهر أمبولي.  الاسم مشتق من اللمعان مشتق (بالصومالية: Balbal)‏ من المنارة المجاورة تشكلت الضاحية منذ عام 1966.في البداية كانت بلدة أكواخ، وهي الآن ضاحية بها مدارس ومستشفى، ويقدر عدد سكانها بنحو 80 ألف نسمة.

## التاريخ
بعد أعمال الشغب في عام 1966، أقيمت نقطة تفتيش أمام عاصمة المستعمرة الفرنسية السابقة لتثبيط العناصر التخريبية عند مدخل المدينة عند المنبع من نقطة التفتيش هذه، طورت المستوطنة للمهاجرين من أجزاء أخرى من البلاد، و سوق غير رسمي للماشية ومحطة للقوافل ساهمت غارات الشرطة في المدينة والترحيل اللاحق للقادمين الجدد غير المرغوب فيهم في نمو بلبالا، التي أصبحت بلدة أكواخ.
كبيرة بعد استقلال جيبوتي في عام 1977، تم رفع الحاجز وتحول بالبالا رسميًا إلى منطقة سكنية ودمجها في التنمية الحضرية لجيبوتي منذ عام 1987، أصبحت رسميًا جزءًا من المدينة. في العقد الأول بعد الاستقلال، تضاعف عدد سكان بلبالا ثلاث مرات ثم أصبحت منطقة حضرية جديدة، بعد الهجرة الجماعية من الريف. تم نقل حقوق البناء تدريجياً إلى الشاغلين، واكتسبت المنطقة خصائص حضرية، مع بناء متين و مدارس وخدمات أخرى. اعتبارًا من عام 2000، كان لدى بالبالا أربع مدارس ابتدائية وثاني أكبر مستشفى في البلاد ، وقد تحسنت سمعته. ثم قُدّر عدد السكان بـ 80.000 نسمة. على الرغم من ذلك، لا يزال جزء كبير من بالبالا منطقة فقر مدقع، حيث يتكون أكثر من 80٪ من المساكن من الصفائح المموجة و الألواح الخشبية والألواح المعدنية هناك وصول محدود للمياه والطاقة الكهربائية عبر الأنابيب. معدلات وفيات الرضع مرتفعة.